# Festa de la Música Catalana
El 1904, l'Orfeó Català, amb la missió de promoure l'activitat compositiva i d'engrandir el patrimoni musical català, organitza la primera Festa de la Música Catalana, certamen en què es lliuraven premis de composició musical.

## Organització del Certamen
El certamen comptà amb el suport i el mecenatge d'institucions tant importants com l'Ajuntament de Barcelona, la Diputació, l'Ateneu Barcelonès, el Centre Excursionista de Catalunya, la Unió Catalanista, la Lliga Regionalista, l'Associació Musical de Barcelona, l'Orquestra Simfònica de Barcelona, l'Associació de Música da Camera, l'Associació de Nostra Senyora de Pompeia, l'Associació d'Amics de la Música, la Joventut Catòlica, el Reial Círcol Artístic, l'Associació de la Salutació Sabatina de Nostra Senyora de la Mercè, la Societat Anònima Casa Dotesio, la Banda Municipal de Barcelona, així com diversos particulars: Joan Millet, Francisco Flos, Joaquim Pena i Francesc Cambó, entre molts d'altres.
El jurat fou presidit pel director de l'Orfeó en Lluís Millet i Pagès i comptà amb músics tant importants com Felip Pedrell, Joan Lamote de Grignon, Antoni Nicolau, entre molts d'altres.
Els participants enviaven les seves composicions a l'Orfeó Català amb el títol de l'obra i un lema. Per mantenir l'anonimat, les partitures no podien ser autògrafes, havien d'ésser transcrites per un copista. En publicar el jurat el veredicte, amb el nom de les obres i el lema, els compositors havien d'enviar una carta amb els primers compassos de la composició premiada acompanyats del nom i la seva residència, per tal d'acreditar-ne l'autoria.
Les obres no premiades es retornaven als compositors durant els mesos següents, en canvi les dels guardonats passaven a formar part del patrimoni musical de l'Orfeó Català, que es reservava el dret a executar-les.
Durant la Festa es feia el lliurament de premis i l'Orfeó executava, en el mateix acte, les composicions dels tres primers guardonats. El guanyador del primer premi havia d'escollir una reina de la Festa, que era l'encarregada de donar el premi als diversos guanyadors. Des d'un primer moment la celebració va adquirir l'estètica de la festa dels Jocs Florals de Barcelona.

## Compositors guardonats
- Primera Festa de La Música Catalana (1904)
  - Guanyadors: Josep Sancho Marraco, Francesc Areso, Joaquim Grant, Josep Maria Cogul, Francesc Montserrat, Joaquim Pecanins, Josep Serra i Frederic Alfonso.

- Segona Festa de la Música Catalana (1905)
  - Guanyadors: Joan B. Lambert, Frederic Alfonso i Josep Sancho Marraco, Domènech Mas i Serracant, Francesc Areso, Joaquim Pecanins, Valeri Serra I Boldú, Josep Civil i Castellví, Josep M. Cogul, Conrad Molgosa i Planas, Amadeu Argelaga, Narcisa Freixas i Francesc Pujol.

- Tercera Festa de la Música Catalana (1906)
  - Guanyadors: Vicenç Maria de Gibert, Frederic Alfonso, Francisco Areso, Josep Agulló i Prats, Joan Llongueras, Valeri Serra i Boldú, Vicenç Bosch, Cassià cassademont, Vicenç Maria de Gibert i mossèn Lluís Romeu i Corominas.

- Quarta Festa de la Música Catalana (1908)
  - Guanyadors: Marià Viñas, Joan B. Lambert, mossèn Lluís Romeu i Corominas, Julià Farnés, Enric Vigo, Vicenç Maria de Gibert, Francesc Fornells, Tomàs Buxó i Antoni Pérez Moya

- Cinquena Festa de la Música Catalana (1911)
  - Guanyadors: Joan B. Lambert, mossèn Lluís Romeu i Corominas, Rogelio Villar, Josep Masó i Goula, Pilar Roca, Josep Cumellas i Ribó, Celestí Sadurní, Francesc Fornells i Sancho Marraco.

- Sisena Festa de la Música Catalana (1915)[2]
  - Guanyadors: Vicenç Maria de Gibert, Marià Viñas, Lluís Romeu i Corominas, Joan Baptista Lambert, Miquel Rué i Tomàs Buxó.

- Setena Festa de la Música Catalana (1917)
  - Guanyadors: Joan Manén, Sancho Marraco, Antoni Pérez Moya, Climent Lozano, Josep Cumellas i Ribó, Francesc Fornells, Vicenç Maria de Gibert, Antoni Pol i Antoni Josep Pont de Mallorca, Valeri Serra i Boldú i Gabriel Castellà.

- Vuitena Festa de la Música Catalana (1920)
  - Guanyadors: Joan B. Lambert, Juli Garreta, Joan Sala, Pilar Roca, Tomàs Buxó, Josep Maria Benaiges Pujol, Antoni Pérez Moya i Climent Lozano.

- Novena Festa de la Música Catalana (1922)
  - Guanyadors:Antoni Massana, Antoni Pérez Moya, Antoni Planàs, Antoni Català, Joaquim Zamacois, Josep Maideu, Lluís Comella, Joan Sala, Josep Potellas, Josep Maria Castellà.[3]

## Fons
El Centre de Documentació de l'Orfeó Català conserva el fons de la Festa de la Música Catalana que conté principalment les partitures generals manuscrites, no autògrafes, de les composicions premiades en les nou edicions del concurs de la Festa de la Música Catalana. Destaquen les composicions d'autors com: Domènec Mas i Serracant, Joan Baptista Lambert, Francesc Pujol, Joan Llongueras, Juli Garreta, Pilar Roca, Narcisa Freixas i Josep Cumellas, entre molts d'altres.
Predominen els reculls de cançons populars, obres per a cor, per a veu i piano, sardanes, i també algunes transcripcions de partitures antigues i de gèneres religiosos com el motets i els salms.
S'ha conservat una part de la documentació administrativa del jurat referent a la gestió i adjudicació dels premis. Destaquen també els comprovants de premis, els veredictes, els llistats d'obres premiades i les bases del concurs.
Pel que fa a la documentació gràfica s'han conservat 4 fotografies de les reines de la Festa dels anys 1906, 1908, 1910 i 1917.